# Субботін Клавдій Петрович
Клавдій Петрович Субботін (31 березня 1904, селище Сімського заводу Уфимського повіту Уфимської губернії, тепер місто Сім Челябінської області, Російська Федерація — 21 липня 1980, місто Москва, Російська Федерація) — радянський діяч, народний комісар заготівель СРСР, голова Воронезького і Тульського облвиконкомів. Депутат Верховної ради СРСР 2—3-го скликань.

## Біографія
Народився в родині робітника. З травня 1916 до травня 1917 року — розсильний, телефоніст, з травня 1917 до серпня 1922 року — учень слюсаря, слюсар Сімського металургійного заводу. У 1919 році вступив до комсомолу.
У серпні 1922 — липні 1925 року — слухач Уральського робітничого факультету в Свердловську.
У серпні 1925 — січні 1926 року — секретар заводського комітету комсомолу, з січня до серпня 1926 року — завідувач робітничого клубу Сімського заводу сільськогосподарського машинобудування.
Член ВКП(б) з червня 1926 року.
У серпні 1926 — серпні 1927 року — відповідальний секретар Мін'ярського районного комітету ВЛКСМ Златоустівського округу Уральської області.
У серпні 1927 — вересні 1928 року — інструктор і представник Златоустівського окружного комітету ВЛКСМ в окружному бюро профспілок. У вересні 1928 — жовтні 1929 року — член президії і завідувач відділу культурно-просвітницької роботи Златоустівського окружного бюро профспілок.
У жовтні 1929 — червні 1930 року — відповідальний секретар партійного комітету Бакальських копалень Златоустівського округу Уральської області.
У червні 1930 — грудні 1932 року — слухач інституту підготовки кадрів при Інституті Червоної професури в Москві.
У грудні 1932 — серпні 1933 року — завідувач відділу культурно-просвітницької роботи партійного комітету Донецького металургійного заводу в місті Сталіно.
У серпні 1933 — січні 1934 року — завідувач відділу культурно-просвітницької роботи партійного комітету; в січні — грудні 1934 року — завідувач багатотиражної газети шахти № 8 Будьоннівського рудоуправління Донецької області. У грудні 1934 — серпні 1935 року — партійний організатор шахти № 8 Будьоннівського рудоуправління Донецької області.
У серпні 1935 — березні 1938 року — студент економічного факультету Інституту Червоної професури в Москві, закінчив два курси.
У жовтні — листопаді 1937 року — інструктор відділу керівних партійних органів ЦК ВКП(б).
У березні — червні 1938 року — завідувач промислового відділу Воронезького обласного комітету ВКП(б).
У червні 1938 — серпні 1939 року — голова виконавчого комітету Воронезької обласної ради депутатів трудящих.
У серпні 1939 — квітні 1940 року — заступник, у квітні 1940 — 5 липня 1941 року — 1-й заступник народного комісара заготівель СРСР.
5 липня 1941 — 2 вересня 1944 року — народний комісар заготівель СРСР.
2 вересня 1944 — січень 1946 року — заступник народного комісара заготівель СРСР.
У січні 1946 — серпні 1952 року — голова виконавчого комітету Тульської обласної ради депутатів трудящих.
У серпні 1952 — липні 1954 року — заступник голови правління Центральної спілки споживчих товариств СРСР із заготівель. У липні 1954 — жовтні 1956 року — заступник голови правління — начальник Головного управління постачання Центральної спілки споживчих товариств СРСР. У жовтні 1956 — серпні 1958 року — начальник Управління капітального будівництва Центральної спілки споживчих товариств СРСР.
У серпні 1958 — грудні 1959 року — заступник начальника управління постачання та збуту Головного управління трудових резервів при Раді міністрів СРСР.
У грудні 1959 — вересні 1967 року — начальник управління матеріально-технічного постачання Головного управління професійно-технічної освіти при Раді міністрів РРФСР.
З вересня 1967 року — персональний пенсіонер союзного значення. З лютого 1968 до вересня 1971 року — старший інженер Державного комітету Ради міністрів СРСР із професійно-технічної освіти.
З вересня 1971 року — на пенсії в Москві. Помер 21 липня 1980 року в Москві.

## Нагороди
- орден Леніна
- орден Вітчизняної війни І ст.
- медалі